# محمد بن الحسن الوزاني
محمد بن الحسن الوزاني (17 يناير 1910 – 9 سبتمبر 1978) هو سياسي وصحفي مغربي، أحد رموز الحركة الوطنية المغربية، مؤسس حزب الشورى والاستقلال وجريدة عمل الشعب والحركة القومية المغربية وحزب الدستور الديمقراطي. يعتبر أحد أبرز الزعماء السياسيين في تاريخ المغرب المعاصر.
كان يمثل نقيض الزعيم علال الفاسي من حيث التكوين الثقافي والرؤية السياسية، فالأخير أحد خريجي جامع القرويين، بينما كان الوزاني، ذا خلفية قانونية مشبعة بقيم الثقافة الغربية الفرانكفونية، حيث درس في الجامعات الفرنسية، وأتقن لغة أهلها، وصار يكتب بها في الصحافة. كان الصراع بين الزعيمين حادا ومؤثرا على مسار الحركة الوطنية.
يؤكد المحجوبي أحرضان، الذي عرفه عن كثب خلال سنوات الرصاص، أن محمد بن الحسن الوزاني عانى خلال سنوات الاستقلال أكثر من سنوات الحماية.
وذكر علي يعتة، زعيم ومؤسس الحزب الشيوعي المغربي السابق أن الوزاني هو بلا شك أحد الآباء المؤسسين للنضال الوطني من أجل الاستقلال.
فيما أكد عبد الرحيم بوعبيد، زعيم الاتحاد الاشتراكي للقوات الشعبية، على أنه يُعتبر زعيم حزب الاستقلال الديمقراطي وأنه كان مرجعا ومعلما ومثالا لزملائه المقاتلين. وأن نزاهته وصلاحه ومواقفه الجريئة وحكمته الراسخة وكذا شخصيته الكاريزمية وفصاحة خطابه جعلت منه تراثًا مشتركًا لجميع المغاربة من جميع الشرائح الاجتماعية، وواحدًا من أبرز القادة في تاريخ المغرب المعاصر.

## النشأة
وُلد محمد بن الحسن الوزاني في 17 يناير 1910 بمدينة فاس وسط عائلة الشرفة الوزاني، من نسل النبي الذي امتد إلى شمال أفريقيا، وخاصة إلى المغرب وغرب الجزائر. كان منذ صغره يواظب على الذهاب إلى المسيد (المدرسة القرآنية) سيدي غيار سقياط الدمناتي بفاس؛ حيث تعلم أساسيات اللغة العربية وحفِظ النصوص الدينية (القرآن والحديث) وكذا أساسيات التاريخ والشعر.
تطور فكره منذ سن مبكرة وأثارته الأحداث التي كان يعرفها المغرب؛ وجود القوات الأجنبية في المغرب التي ما لبثت تتوسع والتي كانت وراء نظام الحماية الذي أنشئ في عام 1912؛ إضافة لفضوله لتعلم اللغة الفرنسية، هذه كلها أسباب دفعته للتسجيل في مدرسة الممطين حيث سيستفيد من تكوين حديث ومتنوع. لم يمنعه هذا من تطوير تدريبه القرآني من خلال الدروس الخصوصية التي يتلقاها من أساتذة بارزين. واتباعه للمسار التعليمي بمتابعة دراسته الابتدائية والثانوية في مدرسة درب الميتر البليدة وكلية مولاي إدريس في فاس
عندما كان في سن المراهقة، تمتع محمد بن الحسن الوزاني بتدريس ثنائي اللغة سيكون ثقافة مزدوجة في منزله، كما أنه مرتبط بالتقاليد التي تحولت إلى الحداثة. خلال طفولته، محمد بن الحسن الوزاني هو عاطفي من قراءة الصحف، وقال أنه يشتريها من الملاح (الحي اليهودي) في فاس، والتي تفتح الأبواب أمام الإعلام الدولي، وهذه المرة شهدت أحداثا في الريف والنضال من الأتراك لتحرير بلادهم من النفوذ الأجنبي: هو عاطفي عن أولئك الذين ينظر إليهم على أنهم أبطال: عبد الكريم الخطابي ومصطفى كمال أتاتورك تسمح الصحف له للتأكد من حالة العالم وتغذي فيه العاطفة التي لم تترك له القضايا السياسية والوطنية والدولية. من خلال أساتذه، تعرّف إلى تفكير الإصلاحيين المسلمين الذين انتشرت أفكارهم بشكل خاص في مصر وسوريا.
بعد الانتهاء من دراسته في فاس، التحق بمدرسة جورو الثانوية في الرباط حيث مكث لمدة عامين. الداخلية الفرنسيسكان، الرفاق من الشباب في المقام الأول الأوروبيين من أصول مختلفة، لأن عددا قليلا على مواطنيه لحضور المدرسة الثانوية. وغالبا ما تذهب إلى مكتبة عامة (تأسست في 1924) وعلى اتصال مع المثقفين الشباب الآخرين من الرباط الذين شكلوا أول مجموعة من الشباب الداعمين للعمل مقاومة السيطرة الأجنبية وتجديد المجتمع المغربي. وسيجتمع بعضهم في وقت لاحق لتشكيل المجموعات التي ستشكل لجنة العمل المغربية.

## مساره الدراسي
قبل أن ينهي دراسته الثانوية، غادر محمد بن الحسن الوزاني إلى باريس حيث حضر شهادة البكالوريا في ثانوية شارلمانغ. في عام 1927، على الرغم من النصيحة التي قدمها المارشال ليوطي الذي شجع المغاربة الشباب على التدريب الإداري والتقني والأدبي، التحق محمد لمدرسة العلوم السياسية الحرة، التي سيكون أول خريج مغربي يتخرج منها، في كلية فرنسا ومدرسة الصحافة. ومن خلال حضور دورات مدرسة اللغات الشرقية، تتاح له الفرصة للتعرف على طلاب وطالبات شمال أفريقيا من العالم العربي. وعمل على تعميق معرفته بالسياسة الدولية من خلال المشاركة في دورات التاريخ الدبلوماسي والقانون الدولي التي نظمتها مؤسسة كارنيغي للسلام.
شارك مع طلاب من شمال أفريقيا، في إنشاء رابطة الطلاب المسلمين في شمال أفريقيا في 27 ديسمبر 1927، حيث كان من أهم المهيمنين مع رفيق له من تونس. وحيث أنه ضمن هذه الجمعية التي يتولى فيها منصب الأمين العام نشأت فكرة المغرب العربي. كان أيضا عضوا في جمعية «نجم شمال إفريقيا» التي أسسها مصالي الحاج بدعم من الحزب الشيوعي الفرنسي. وفي الوقت نفسه، شارك بنشاط في تأسيس جمعية الوحدة العربية، وكان أول رئيس لها هو محمد صلاح الدين، الذي أصبح فيما بعد وزيراً للخارجية في حكومة النحاس في مصر. ضمن هذه الجمعية، كانت القضية الفلسطينية مطروحة للتساؤل باقتراح من الأمير شكيب أرسلان، لتعزيز عقيدة مجددة للشعوب الإسلامية وأيضا لتضامن عربي وأفريقي-آسيوي.
تلقى محمد بن الحسن الوزاني تعليمه الفكري والسياسي، وتمتع بالعديد من العلاقات في الدوائر السياسية والفكرية والصحافة العربية والفرنسية، وعاد إلى المغرب عام 1930. على عكس العديد من الخريجين المغاربة في الجامعات الفرنسية، لم يقم بأي نشاط داخل إدارة الحماية بين الدول، وانخرط دون توقف في العمل العسكري وكذا الصحافة.

## مسيرته

محمد بن الحسن الوزاني يحيي جماهيره.

ولد بفاس ودرس بها إلى غاية حلول سنة 1927م، عندما ارتحل إلى فرنسا، حيث سيحصل على شهادة الباكالوريا، ويلتحق بالمدرسة الحرة للعلوم السياسية، ويصبح أول مغربي يحصل على الإجازة في هذه العلوم. كما درس الصحافة والتاريخ.
في ثلاثينيات القرن العشرين وتوجه إلى جنيف عند شكيب أرسلان، حيث أصبح عضوا في هيئة تحرير مجلة «الأمة العربية» وأسس بعدها جريدة عمل الشعب في أغسطس 1933م، وكانت صحيفة مغربية ناطقة بالفرنسية. بعد إنهائه الدراسة العليا بباريس، عاد إلى المغرب.

### الانشقاق من حزب الاستقلال
وقع خلاف شخصي بين محمد بن الحسن الوزاني وعلال الفاسي حول من يستحق رئاسة كتلة العمل الوطني، حيث اعتبر الوزاني نفسه هو المؤهل لهذا المنصب كون الرئاسة تشريف وليست تكليف، ولا تقيد صاحبها بالعمل المضني والصارم. وتسمح له بقدر من الحرية والحركة في العمل السياسي والخاص، حسب رأيه، كما أنه من بين الأسباب انشقاقه دوره في التأسيس الأول للحركة الوطنية، وتكوينه السياسي والأكاديمي العصري. وكان علال الفاسي يركز على العقيدة الدينية والملكية للدولة، بينما الوزاني الذي قبل بالشكل البرلماني للحكومة، دون أن تكون له أفكار واضحة حول ذلك. ونشب انطلاقا من أغسطس 1953 صراع آخر بينه وبين عبد الخالق الطريس زعيم حزب الإصلاح الوطني.
وقام الوزاني بترجمة الميثاق العالمي لحقوق الإنسان مباشرة بعد الإعلان عن تأسيس حزبه، وبذلك كان أوّل من فكّر في الأبعاد الحقوقية للعمل السياسي بالمغرب.
استطاع محمد بن الحسن الوزاني وهو على رأس وفد حزبه حضور دورة الجمعية العمومية للأمم المتحدة المنعقدة بباريس في ديسمبر 1951، بينما رفضت الحكومة الفرنسية منح تأشيرات الدخول للتراب الفرنسي لممثلي حزب الاستقلال. وفي سنة 1952، لم يتمكن محمد الحسن الوزاني من الحصول على تأشيرة الدخول إلى الولايات المتحدة الأمريكية لحضور أشغال الجمعية الأممية، مما دفعه إلى الاشتكاء من علال الفاسي عند عبد الكريم الخطابي بالقاهرة، وقد مال الخطابي إلى جانب محمد بن الحسن الوزاني.

### الصحف
أصدر جريدة عمل الشعب (بالفرنسية: L'Action du Peuple)، والتي نشرت مقالات تعبر عن تذمر الشعب من سياسة الإقامة العامة. مما دفع المستعمر الفرنسي إلى إصدار قرار بمنع صدورها بالتوالي بين شهري سبتمبر وأكتوبر سنة 1937م. وبعد أحداث بوفكران في سبتمبر 1937 واحتجاجات أخرى عرفتها عدة مدن في إطار التضامن مع القادة الوطنيين المسجونين والضحايا الذين سقطوا برصاص الجيش الفرنسي، أمرت السلطات الفرنسية باعتقال وإبعاد مختلف الزعماء الوطنيين: نفي علال الفاسي إلى الغابون، ووضع محمد بلحسن الوزاني تحت الإقامة الجبرية في جنوب المغرب بين 1937 إلى 1946م.
عمل محمد بن الحسن الوزاني على الرفع من القيمة العلمية للصحافة المغربية والعربية عبر نشره، في عز الاستعمار، لمقالات تناقش قضايا فكرية بالغة الحساسية، من بينها سلسلة مقالات حول تجديد الفكر السلفي، نشرها تباعا في أعداد مجلة «المغرب الجديد» سنة 1935م، وخصص سلسلة أخرى للحديث عن الثقافة المغربية والمورث العربي والأندلسي، نشرها على صفحات مجلة الثقافة المغربية سنة 1945م.
وبعد استقلال المغرب، تحولت عدد من الصحف، التي كانت تحارب الاستعمار، إلى تصفية حسابات سياسية بين حزب الاستقلال بزعامة علال الفاسي وحزب الشورى والاستقلال الذي قاده محمد بن الحسن الوزاني. فتحولت كل من جريدتي العلم وجريدة «الرأي العام» إلى صحيفتين حزبيتين، وكذلك الشأن بالنسبة لجريدة «الديمقراطية» و«الدستور». فوصلت الخلافات السياسية، بين الحزبين، إلى نفق مسدود، فوصف علال الفاسي الأفكار التي يدعو إليها محمد بن الحسن الوزاني بالضالة والغربية في مضمونها، فدخلت الصحافة المغربية في صراع إيديولوجي مزق بداية مسار مهم للصحافة الوطنية، وأضاع معها نقطة تحول جوهرية كان سيعرفها مجال الحريات العامة.

### بعد الاستقلال
في 2 يونيو 1961 شغل الوزاني منصب وزير دولة في الحكومة التي ترأسها الملك الحسن الثاني.
فقد ذراعه اليمنى في يوليو 1971م في حادثة الصخيرات، وتعلم الكتابة باليد اليسرى. ومنذ ذلك الحين، تدهورت حالته الصحية مما جعله يطول الإقامة في مستشفيات المغرب والخارج. رغم ذلك لم تتأثر ديناميته وقدرته على العمل، حيث واصل أنشطته السياسية من خلال عقد الاجتماعات في ربوع المغرب لشرح موقفه بالنسبة إلى الوضع السائد، وصرح أنه بدأ في كتابة تاريخ الحركة الوطنية المغربية.

## فكره
يقول الوزاني أن القرآن هو «دستور الإسلام الخالد»، إلا أنه يعتبر أن ذلك:

ويؤكد أن أبواب النهضة ستنفتح أمام المسلمين إن استطاعوا أن يدركوا أسرار الشريعة الإسلامية ويعملوا على التوفيق بين ما قررته من أصول وبين ما يطرأ على حياتهم من الحوادث ويعرض لهم من المشاكل، ويشدد الوزاني على أن: 

## موروثه الثقافي

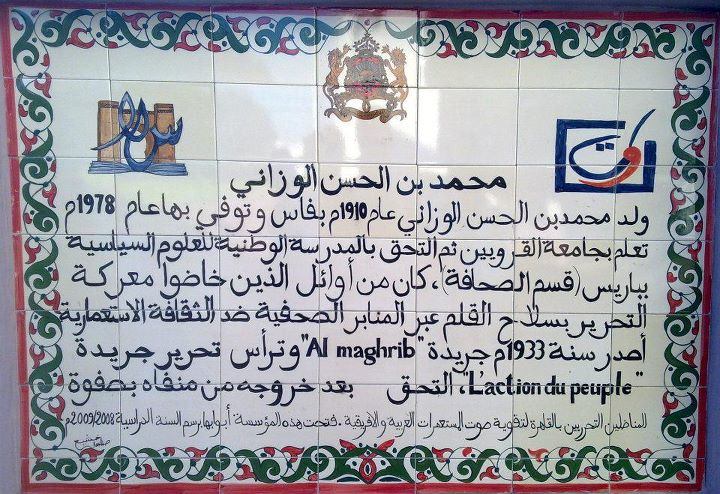
لوحة تعريفية بمحمد بن الحسن الوزاني بمؤسسة تعليمية تحمل اسمه بحي مولاي إسماعيل، بمدينة سلا.

توفي بعد أربع سنوات بعد علال الفاسي. فتمّ إحداث مؤسسة بلحسن الوزاني للإشراف على طبع تراثه الفكري. وتشرف عليها ابنته حورية المقيمة بسويسرا. وكان بيته أيام الحماية الفرنسية مقرا لاجتماع أعضاء الحركة الوطنية المغربية وجيش التحرير، كما كان الوجهة الرئيسية لكل من الملكين محمد الخامس وولي عهده آنذاك، الملك الحسن الثاني. بعد الاستقلال أصبح هذا البيت مركزا ثقافيا يضم مجموعة من الكتب والمراجع التي تتحدث عن فترة احتلال المغرب من قبل فرنسا وإسبانيا، وأصبح المنزل في السنوات الأخيرة وجهة للباحثين في التاريخ المغربي، خصوصا تاريخ المقاومة المسلحة. وفي 9 يناير 2013 عرضت المحكمة التجارية بفاس هذا المنزل للبيع في المزاد العلني، بعد أن وقع خلاف بين ورثة الوزاني ومقاول كانوا قد كلفوه بترميم السجن الذي كان يقبع فيه والدهم بقرية إيزر قرب ميدلت، قصد تحويله إلى مركز ثقافي بالمنطقة، وبعد الانتهاء من الأشغال، رفض الورثة أداء مبلغ الفاتورة الذي اعتبروه مرتفعا جدا، فرفع المقاول دعوى قضائية ضد الورثة بالمحكمة التجارية بفاس، وقضت المحكمة لصالحه في الدعوى القضائية، وبعدما رفضت العائلة للمرة الثانية أداء ما بذمتها، فقام بالحجز على منزل الحسن الوزاني بالمدينة العتيقة بفاس.

## مؤلفاته وأعماله الأدبية
- مذكرات حياة وجهاد (سيرة ذاتية)
- خطب وتصريحات صحفية (من 1933 حتى 1957)
- الإسلام والدولة أو حقيقة الحكم في الإسلام
- في الدستور والبرلمان
- حرية الفرد وسلطات الدولة
- الإسلام والمجتمع والمدنية
- في السياسة والمجتمع بعد الإستقلال
- الدعوة إلى النهضة والإنبعاث
- وطنيات
- حرب القلم
- الحماية جناية على الأمة
- حدثني والدي

## وفاته
توفي محمد بن الحسن الوزاني يوم 9 سبتمبر عام 1978 بعد معاناة طويلة مع مرض على مستوى القلب، وكان الوزاني قد فقد ذراعه اليمنى جراء طلق ناري أصابه في محاولة انقلاب الصخيرات. وكان لذلك أثر على صحته، انتهى به إلى لقاء ربه.